# Милешевац
Милешевац или Хисарджик  — средневековая крепость в Сербии, располагающаяся на горном отроге над рекой Милешевка. Находится близ монастыря Милешева в 7 километрах к востоку от города Приеполье. Первое упоминания крепости датируется 1444 годом, однако считается, что она была воздвигнута в первой половине XIII века, одновременно с монастырём или несколько позже. Вероятно, крепость была предназначена для защиты монастыря и пути, связывающего Сьеницу и Приеполье. 
В 1448 и 1454 годах источники упоминают крепость как часть земель Стефана Вукчича Косачи. В 1465 году крепость захватило османское войско. В XVII веке Милешевац начинают называть Хисарджик, от турецкого «Хисар» — крепость. Сейчас так называется село близ крепости, большую часть населения которого составляют мусульмане. В 1976—1980 годах Археологический институт Белграда и Институт защиты памятников культуры из Кралева провели в крепости археологические и реконструкционные работы.